# Santa Rosa (Chiclayo)
Santa Rosa é um distrito do Peru, departamento de Lambayeque, localizada na província de Chiclayo.

## Transporte
O distrito de Santa Rosa é servido pela seguinte rodovia:
- LA-115, que liga a cidade de Pimentel ao distrito de Monsefu[1][2][3]